# 大戦略 大東亜興亡史3 第二次世界大戦勃発! 枢軸軍対連合軍 全世界戦
『大戦略 大東亜興亡史3 第二次世界大戦勃発! 枢軸軍対連合軍 全世界戦』（だいせんりゃく だいとうあこうぼうしスリー だいにじせかいたいせんぼっぱつ! すうじくぐんたいれんごうぐん ぜんせかいせん）は、システムソフト・アルファーより2013年11月22日に発売されたWindows用ゲームソフト。
PlayStation Portable版はナンバリングを外した『大戦略 大東亜興亡史 第二次世界大戦勃発! 枢軸軍対連合軍 全世界戦』のタイトルで2014年7月31日に発売。
PlayStation 3版・PlayStation Vita版は2015年3月26日に、PlayStation 4版は同年12月17日に発売された。
ニンテンドー3DS版は新要素を追加した『大戦略 大東亜興亡史DX～第二次世界大戦～』のタイトルで2019年5月23日に発売された。

## 概要
ターン制のウォーシミュレーション「大戦略シリーズ」の「大東亜戦争」を題材にした「大東亜興亡史」のシリーズ第3弾。前作は大日本帝国・アメリカ合衆国の2陣営だったが、本作ではドイツが加わり3つの陣営から1つを選び戦う。これに伴い、太平洋戦線だけでなく、ヨーロッパ戦線での戦いも描かれる。
マップ数は130以上、登場する兵器は1300種以上となる。

## 機種ごとの特徴
PlayStation Portable版
2014年7月31日に発売されたPSP版はUMD版の他にダウンロード版も発売され、これはPS Vita、PS Vita TVの互換に対応している。追加ダウンロードコンテンツとして「乙女たちの戦場」シリーズの美少女士官や、超重戦車マウス、円盤兵器ハウニヴなどが有料配信された。
発売後、ゲームが進行不能になる不具合があることが発覚し、2014年12月9日にアップデータ（Ver1.01）が配信された。
週刊ファミ通のクロスレビューでは合計21点（40点満点）と評価された。
PlayStation 3版/PlayStation Vita版
2015年3月26日に発売されたPS3・Vita版では通常版の他に「豪華限定公式データブック」を同梱した「豪華限定版」、ダウンロード版が発売された。追加ダウンロードコンテンツとして『萌え萌え2次大戦(略)』からキャラクターや兵器や、第二次大戦終結後にロールアウトしたYak-15、オブイェークト279などが有料配信された。
PlayStation 4版
2015年12月17日に発売されたPS4版ではDUALSHOCK 4の振動機能・コントローラーのスピーカー機能に対応している。効果音がコントローラーから流れるようになっている。
ニンテンドー3DS版
2014年7月11日に公式サイトがオープンし、10月30日に発売予定だと発表された。その後（10月15日）の発表では12月11日発売予定に延期された。11月25日の発表では「諸般の事情から発売日未定」となっていたが、2017年4月25日に発売中止が発表された。
その後、「ソ連シナリオ」などの新要素を追加した『大戦略 大東亜興亡史DX～第二次世界大戦～』が2019年5月23日に発売されたが、当初の予定よりも一年以上発売が遅れた。発売時点において日本で発売された最後のニンテンドー3DS用パッケージソフトとなる。

## あらすじ
第一次世界大戦の敗北により巨額の賠償金を払うことになったドイツは、1929年の世界恐慌により経済状態がさらに悪化。
アドルフ・ヒトラーが首相に就任すると「ナチス・ドイツ」が発足、1936年に非武装地帯のラインラントに侵攻をはじめた。
一方でイタリアではベニート・ムッソリーニがエチオピアに侵攻し併合した。
東アジアでは1931年に大日本帝国の関東軍が満州事変を起こし、1932年には満州国が建国された。中華民国はこれを国際連盟に訴え、日本の満州からの撤退が言い渡される。日本はこれを不服とし1933年に国際連盟を脱退した。
1939年、ドイツはポーランドに侵攻した。ポーランドの同盟国であったフランスとイギリスはこれに対抗し、ドイツに宣戦布告した。
1940年、日独伊三国同盟が締結され、日本・ドイツ・イタリアの関係は強固なものとなった。
1941年12月8日未明、日本軍はハワイの真珠湾を攻撃、アメリカとの戦争に突入する。日本と対立していた中華民国は12月10日に日本に宣戦を布告。日本と同盟関係にあったドイツ・イタリアは12月11日にアメリカに宣戦を布告した。
のちに第二次世界大戦と呼ばれる世界戦争の幕開けであった。

## ゲームシステム
ゲームの進行によっては史実と同様のシナリオの他にifシナリオに分岐する。